# Ивановская 1-я
 Ивановская 1-я  — деревня в Афанасьевском районе Кировской области в составе Ичетовкинского сельского поселения.

## География
Расположена на расстоянии примерно 4 км на запад-юго-запад от райцентра поселка Афанасьево.

## История
Известна с 1891 года. В 1905 году в выселке Ивана Евсеева хозяйств 2 и жителей 23, в 1926 здесь (Ивановский), 14 и 47 соответственно, в 1989 году 15 жителей. Настоящее название утвердилось с 2010 года.

## Население
| 2010 |
| ---- |
| 24   |

Постоянное население составляло 25 человек (русские 100 %) в 2002 году, 24 в 2010.